# Шеходанова, Наталья Геннадьевна
Наталья Геннадьевна Шеходанова (род. 29 декабря 1971, Красноярск) — советская и российская легкоатлетка, специалистка по барьерному бегу. Выступала за сборные СССР и России по лёгкой атлетике в 1990—2003 годах, победительница и призёрка первенств национального значения, участница двух летних Олимпийских игр. Представляла Красноярский край и Чувашию. Мастер спорта СССР международного класса. Пожизненно дисквалифицирована за неоднократное применение допинга.

## Биография
Наталья Шеходанова родилась 29 декабря 1971 года в Красноярске.
Занималась лёгкой атлетикой в красноярской Специализированной детско-юношеской школе олимпийского резерва спортивного общества «Зенит» под руководством Ю. Нестеренко, позже была подопечной заслуженного тренера В. К. Слушкина.
В 1988 году выполнила норматив мастера спорта.
Впервые заявила о себе на международном уровне в сезоне 1990 года, когда вошла в состав советской национальной сборной и выступила на юниорском мировом первенстве в Пловдиве, где в беге на 100 метров с барьерами финишировала в финале шестой. В этом сезоне получила звание «Мастер спорта СССР международного класса».
В 1992 году на зимнем чемпионате России в Волгограде выиграла бронзовую медаль в беге на 60 метров с барьерами.
В 1995 году стала серебряной призёркой в беге на 60 метров с барьерами на зимнем чемпионате России в Волгограде, тогда как на летнем чемпионате России в Москве в составе команды Красноярского края получила серебро в эстафете 4 × 100 метров.
На чемпионате России 1996 года в Санкт-Петербурге в беге на 100 метров с барьерами превзошла всех своих соперниц и завоевала золото, установив при этом свой личный рекорд в данной дисциплине — 12,59. По итогам чемпионата удостоилась права защищать честь страны на летних Олимпийских играх в Атланте — в программе барьерного бега на 100 метров с результатом 12,80 заняла в финале седьмое место. Тем не менее, провалила на этой Олимпиаде допинг-тест — её проба показала наличие стероидов, показанные на Играх результаты были аннулированы. Таким образом, Шеходанова стала первой спортсменкой в новейшей истории России, уличённой в использовании запрещённых веществ.
По окончании срока дисквалификации в 1999 году Шеходанова вернулась в большой спорт, в частности выиграла бронзовую медаль в беге на 60 метров с барьерами на зимнем чемпионате России в Москве.
В 2000 году в беге на 60 метров с барьерами стала второй на зимнем чемпионате России в Волгограде, в то время как на летнем чемпионате России в Туле одержала победу в беге на 100 метров с барьерами и в составе команды Чувашии получила бронзу в эстафете 4 × 100 метров. Благополучно прошла отбор на Олимпийские игры в Сиднее — на сей раз в зачёте барьерного бега на 100 метров с результатом 12,92 метра остановилась на стадии полуфиналов.
После сиднейской Олимпиады Наталья Шеходанова осталась в составе российской национальной сборной на ещё один олимпийский цикл и продолжила принимать участие в крупнейших международных стартах. Так, в 2001 году в беге на 100 метров с барьерами она была третьей на чемпионате России в Туле, стартовала на чемпионате мира в Эдмонтоне, где не смогла преодолеть предварительный квалификационный этап.
В 2002 году на чемпионате России в Чебоксарах вновь показала третий результат в беге на 100 метров с барьерами.
На чемпионате России 2003 года в Туле победила в беге на 100 метров с барьерами, на последовавшем чемпионате мира в Париже дошла до полуфинала.
С 2004 года за повторное применение допинга дисквалифицирована пожизненно.
Окончила Камский государственный институт физической культуры (2003) и Новочебоксарское училище олимпийского резерва (2004).